# 潘婷
潘婷（英語：Pantene，/ˌpænˈtiːn, -ˈtɛn/）是美國寶僑公司旗下的個人護理品牌。

## 歷史
原本為瑞士羅氏公司1945年創立的個人護理品牌，後1985年被美國李查森－維克斯收購，後同年被美國寶僑公司收購。

## 系列產品
- 潘婷植物膠原蛋白深層修護髮膜
- 潘婷植物膠原蛋白深層修護菁華露
- 植物膠原蛋白絲質順滑菁華露
- 水漾乳液修護系列
- 乳液修護系列
- 絲質順滑系列
- 3分鐘奇蹟系列
- 瑩彩深層修護系列
- 瑩彩修護系列
- 染燙修護系列
- 水潤滋養系列
- 黑亮修護系列
- 滋養防掉髮系列
- 強韌防掉髮系列
- 強韌養髮系列
- 強韌養根潤髮系列
- 強韌頭髮防止斷裂系列
- 強韌頭髮減少斷裂系列
- 倍感直順系列
- 垂順直髮系列
- 植物精萃系列
- 植物精萃水潤光澤系列
- 植物精萃盈潤活力系列
- 植物精萃淨潤養護系列
- 清爽潔淨去頭皮屑系列
- 彈性豐盈系列
- 彈性卷髮系列
- Clinicare時光損傷修護系列
- Clinicare染烫损伤修护系列
- Clinicare纖細受損修護系列
- Clinicare纯净莹亮修护系列

## 代言人
- 潘婷
- 周迅
- 湯唯
- 林志玲
- 徐玄
- 俞利
- 劉亦菲
- 徐熙媛
- 楊崢
- 周汶錡
- 王秀琳
- 章子怡
- 林心如
- 蕭亞軒
- Selena Gomez
- 何穗
- 林愷鈴
- 有村架純
- 葉童

## 外部連結
- 潘婷美國官網 （页面存档备份，存于）
- 潘婷澳大利亞官網 （页面存档备份，存于）
- 潘婷英國官網 （页面存档备份，存于）
- 潘婷中國官網 （页面存档备份，存于）
- 潘婷香港官網 （页面存档备份，存于）
- 潘婷台灣官網 （页面存档备份，存于）
- 潘婷日本官網 （页面存档备份，存于）